# Martensitische transformatie
Martensitische transformatie is de omzetting van austeniet in martensiet door snel afkoelen, het zogenaamde afschrikken. Bij de transformatie wordt het austeniet, dat een kubisch vlakgecentreerd atoomrooster heeft, dus omgezet in een metastabiele vorm.

Martensiet komt niet voor in het ijzer-koolstofdiagram, omdat het metastabiel is
Diagram dat de start s en het einde f van de omzetting naar martensiet aangeeft volgens de temperatuur en het koolstofgehalte
Eenheidscel van martensiet
Kristalstructuur overgang naar martensiet